# Helmuth Bork
Helmuth Bork (* 8. November 1886; † unbekannt) war ein deutscher Fußballspieler.

## Karriere
Bork gehörte zunächst dem BTuFC Britannia 1892 an, bevor er 1910 nach Kiel kam, um seine Ausbildung zum Marineoffizier zu beginnen. Auch nach seiner Versetzung an die Offiziersschule nach Wilhelmshaven blieb er Holstein Kiel treu, konnte allerdings nicht mehr regelmäßig am Spiel- und Trainingsbetrieb teilnehmen. Als dreimaliger Bezirksmeister mit Siegen in den Endspielen um die Norddeutsche Meisterschaft am 10. April 1910 gegen Werder Bremen, am 23. April 1911 und 21. April 1912 jeweils gegen den FuCC Eintracht 1895 Braunschweig, war er mit seiner Mannschaft auch zur Teilnahme an den Endrunden um die Deutsche Meisterschaft berechtigt. Sein Debüt gab er am 17. April 1910 im Stadion Hoheluft beim 4:1-Viertelfinalsieg über den BFC Preussen aus Berlin. Auch am 1. Mai 1910, beim 6:0-Halbfinalsieg über den Rixdorfer FC Tasmania 1900, wurde er eingesetzt, ebenso vierzehn Tage später in Köln bei der 0:1-Finalniederlage gegen den Karlsruher FV. Ein Wiedersehen mit dem Karlsruher FV gab es am 26. Mai 1912 in Hamburg im erneuten Finale, das diesmal – mit dem in der 52. Minute durch Ernst Möller verwandelten Strafstoß – von Holstein Kiel gewonnen wurde. Mit seinem Verein als Titelverteidiger in der Endrunde um die Deutsche Meisterschaft 1912/13 erneut vertreten, scheiterte das Team am 27. April 1913 in Essen bei der 1:2-Halbfinalniederlage gegen den Duisburger SpV.
Bork war bereits kurz nach dem Meisterschaftsgewinn 1912 von der Kaiserlichen Marine im Rang eines Deckoffiziers nach Danzig versetzt worden, repräsentierte Kiel aber noch im Sommer 1914 bei den Baltischen Spielen in Malmö, bevor er sich dem BuEV Danzig anschloss und mehrfach in die Auswahl des Baltischen Rasen- und Wintersport-Verbandes berufen wurde.

## Erfolge
Holstein Kiel
- Deutscher Meister 1912
- Norddeutscher Meister 1910, 1911, 1912
- Bezirksmeister Kiel 1911, 1912, 1913